# Ioan Perényi
Ioan Pereni (Perenyi e numele maghiarizat) născut în Satu-Mic-Tășnad în 1881, decedat în Ortelec în 1959. A fost preot și protopop greco catolic care a participat la Marea Unire din 1918 din partea Astrei, despartamantul Crasna. Istoricul Marin Pop de la Muzeul Judetean Salaj il mentioneaza in:”Ortelecul la 600 de ani de atestare documentară – file de istorie” din anul 2011. Am Certificatul de moarte al strabunicului meu si necrologul dar nu stiu cum sa-l inserez.